# Raimund Wallisch

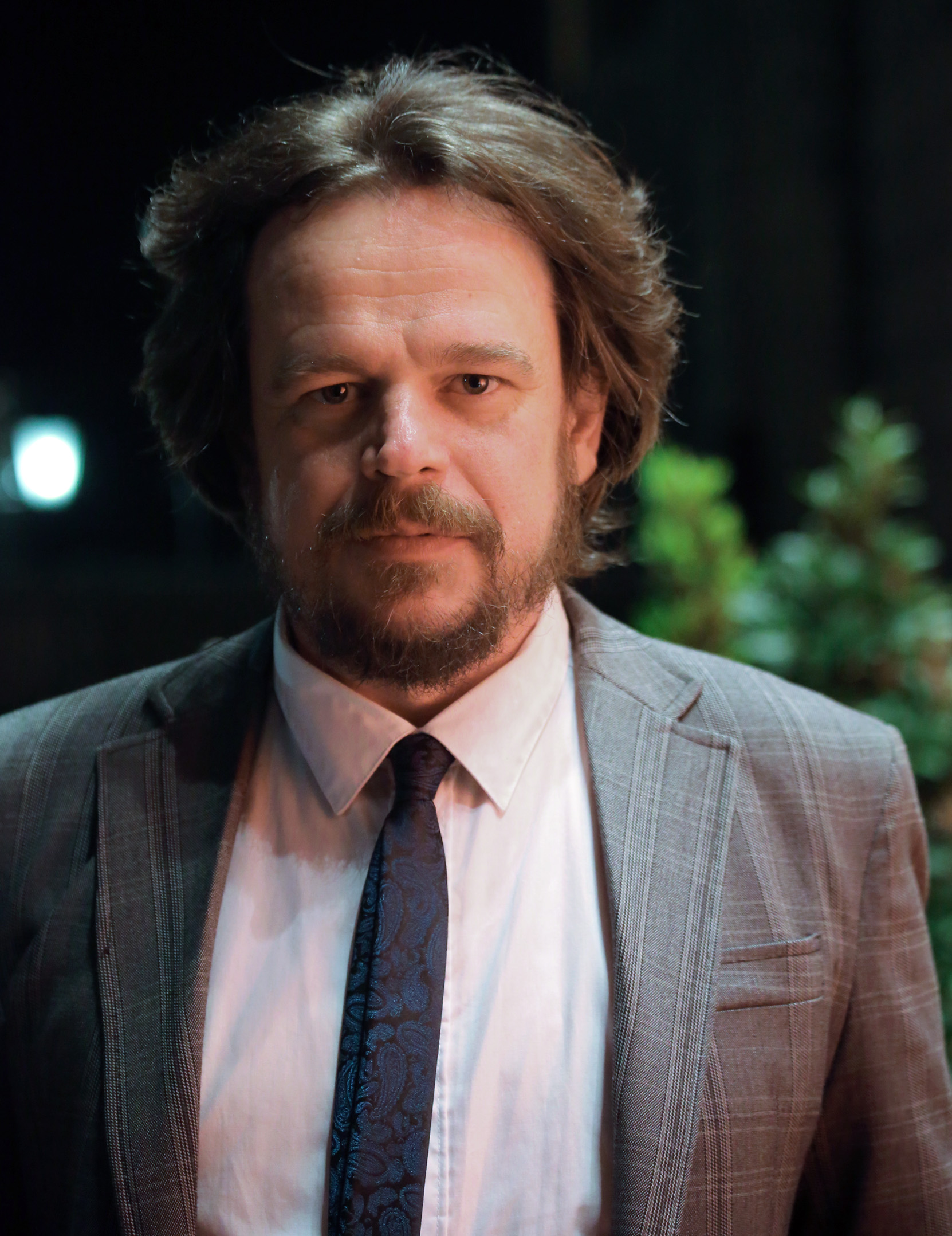
Raimund Wallisch (2013)

Raimund Wallisch (* 5. März 1969 in Graz) ist ein österreichischer Schauspieler. 

## Biografie
Wallisch, ein gebürtiger Grazer, hatte seine erste Filmrolle 2004 in der österreichischen Produktion Nacktschnecken. In Contact High spielte er 2009 eine Hauptrolle. Es folgten Nebenrollen in Kinofilmen wie 3faltig und Der Fall des Lemmings. 
Daneben ist er vor allem in Fernsehfilmen und -serien zu sehen. Wallisch verkörpert hauptsächlich Nebenrollen bei Gastauftritten. Einem breiten Publikum ist er durch die wiederkehrende Rolle des Polizisten Andreas Paulmichl in der Krimi-Serie Vier Frauen und ein Todesfall bekannt. Er ist im TV-Zweiteiler Aufschneider und einer Borgia-Verfilmung (2011) zu sehen.

## Filmografie (Auswahl)
- 2004: Nacktschnecken (Kinofilm)
- 2005–2015: Vier Frauen und ein Todesfall (TV-Serie)
- 2006: In 3 Tagen bist du tot
- 2007: Molly & Mops (TV-Film)
- 2009: Contact High (Kinofilm)
- 2010: Aufschneider (TV-Film, 2 Folgen)
- 2010: 3faltig (Kinofilm)
- 2010: Meine Tochter nicht (Fernsehfilm)
- 2010:  Die Mutprobe
- 2011: Borgia (TV-Serie, 3 Folgen)
- 2011: Das Mädchen auf dem Meeresgrund
- 2012: Schnell ermittelt (TV-Serie, 1 Folge)
- 2012: Braunschlag (TV-Serie)
- 2014: Landkrimi – Steirerblut (TV-Film)
- 2014: Blutsschwestern (ORF) / Die Tote in der Berghütte (ZDF)
- 2015: Der Blunzenkönig  (Kinofilm)
- 2015: Altes Geld (Fernsehserie)
- 2016: Landkrimi – Höhenstraße (Fernsehfilm)
- 2017: Ugly (Kinofilm)
- 2019: Glück gehabt
- 2024: Kafka (Fernsehserie)
- 2024: School of Champions (Fernsehserie, 4 Folgen)